# Asarum debile
Asarum debile Franch. – gatunek rośliny z rodziny kokornakowatych (Aristolochiaceae Juss.). Występuje naturalnie w południowych Chinach – w prowincjach Anhui, Hubei, Shaanxi oraz Syczuan. 

## Morfologia
PokrójByliny tworząca kłącza.
LiściePojedyncze lub zebrane w parach. Blaszka kształtu sercowatego, 2,5–4 cm długości oraz 3–6 cm szerokości. Blaszka liściowa jest naga, o sercowatej nasadzie i tępym lub ostrym wierzchołku. Ogonek liściowy jest nagi i ma 5–12 cm długości.
KwiatyPromieniste, obupłciowe, pojedyncze i zwisające. Okwiat ma dzwonkowaty kształt i purpurową barwę, dorasta do 1–1,5 cm długości oraz 0,5–1 cm szerokości. Listki okwiatu są wzniesione, o kształcie trójkątnym. Pręcików jest 6–9. Zalążnia dolna ze zrośniętych owocolistków.

## Biologia i ekologia
Rośnie w lasach mieszanych, na terenach skalistych i wilgotnych. Występuje na wysokości od 1300 do 2300 m n.p.m. Kwitnie od maja do czerwca.